# Jürgen Schmidhuber
Jürgen Schmidhuber  (Munich, 17 de enero de 1963) es un informático alemán. Desde 1995 es director científico de IDSIA, un instituto suizo de investigación de inteligencia artificial.
Es un científico informático más conocido por su trabajo en el campo de la inteligencia artificial, el aprendizaje profundo y las redes neuronales artificiales. Es codirector del Instituto Dalle Molle de Investigación en Inteligencia Artificial en Manno, en el distrito de Lugano, en Ticino, en el sur de Suiza.
Schmidhuber realizó sus estudios de pregrado en la Technische Universität München en Munich, Alemania. Enseñó allí desde 2004 hasta 2009 cuando se convirtió en profesor de inteligencia artificial en la Universidad de la Suiza Italiana en Lugano, Suiza.

## Puntos de vista
Según The Guardian, Schmidhuber se quejó en un "mordaz artículo de 2015" de que sus compañeros investigadores de aprendizaje profundo Geoffrey Hinton, Yann LeCun y Yoshua Bengio "se citan mucho entre sí", pero "no dan crédito a los pioneros del campo", supuestamente subestimando las contribuciones de Schmidhuber y otros pioneros del aprendizaje automático, incluido Alexey Grigorevich Ivakhnenko, quien ya publicó las primeras redes de aprendizaje profundo en 1965. LeCun niega el cargo, afirmando en cambio que Schmidhuber "sigue reclamando crédito que no se merece".

## Reconocimiento
Schmidhuber recibió el premio Helmholtz de la International Neural Network Society en 2013, y el Neural Networks Pioneer Award de la IEEE Computational Intelligence Society en 2016. Es miembro de la Academia Europea de Ciencias y Artes.